# Alone at last
Alone at last is een muziekalbum van de Amerikaan Gary Burton. Het album werd opgenomen op 19 juni 1971 tijdens het Montreux Jazz Festival (tracks 1-3, live) en later dat jaar in de Atlantic geluidsstudio in New York (tracks 4-7, geluidsstudio). De titel van het album refereert aan het feit dat in tegenstelling tot alle voorgaande albums van Burton hij hier geheel solo speelt. Burton kreeg een Grammy Award voor dit album (beste soloartiest binnen het genre jazz). Andere genomineerden Freddie Hubbard, Tom  Scott, McCoy Tyner en Sonny Stitt visten achter het net. 

## Musici
- Gary Burton – vibrafoon, piano, elektrische piano, orgel, percussie.

## Muziek
| Nr. | Titel                                                                                            | Duur |
| --- | ------------------------------------------------------------------------------------------------ | ---- |
| 1.  | Moonchild/In your quiet place (Keith Jarrett)                                                    | 6:13 |
| 2.  | Green mountains/Arise, her eyes (Steve Swallow)                                                  | 7:40 |
| 3.  | The sunset bell (Burton)                                                                         | 4:55 |
| 4.  | Hand bags and glad rags (Michael d'Abo)                                                          | 6:00 |
| 5.  | Hullo, bolinas (Steve Swallow)                                                                   | 5:53 |
| 6.  | General Mojo’s well laid plan (Steve Swallow)                                                    | 3:37 |
| 7.  | Chega de saudade (no more blues) (Antônio Carlos Jobim, Jessie Cavanaugh, Jon Hendricks, Hollis) | 4:40 |

Moonchild/In your quiet place van Keith Jarrett was een solo-uitvoering van Burton van het nummer van hun gezamenlijke elpee Gary Burton & Keith Jarrett. Het album vermeldde bij Chega de saudade Cavanaugh en Hendricks als co-auteurs. Zij schreven echter alleen een Engelstalige tekst en gaven het een dito titel, Burton nam het instrumentaal op.